# Bolko III. (Münsterberg)
Bolko III. von Münsterberg (manchmal auch Bolko II. von Münsterberg, polnisch Bolko III Ziębicki; tschechisch Boleslav III. Minstrberský; * zwischen 1344 und 1348; † 13. Juni 1410) war 1358–1410 Herzog von Münsterberg und 1404–1406 Landvogt der Oberlausitz.

## Leben
Bolko III. von Münsterberg entstammte dem schlesischen Zweig der Piasten. Seine Eltern waren Herzog Nikolaus von Münsterberg und Agnes von Lichtenburg (Anežka z Lichtenburka; † 1370).
Beim Tod seines Vaters Nikolaus 1358 war Bolko III. noch nicht volljährig, weshalb er zunächst unter der Vormundschaft seiner Mutter stand. Ab etwa 1360 übernahm er die Regierung des Herzogtums. Während seiner Herrschaft setzte er, wie seine beiden Vorgänger, den Ausverkauf des Herzogtums fort. Nach dem Tod seines Onkels Bolko II. von Schweidnitz 1368 versuchte er vergeblich, an dessen Erbe zu gelangen.
1369/1370 vermählte sich Bolko mit Euphemia († 1411), einer Tochter des Herzogs Boleslaw von Beuthen und Cosel. Sie war seit 1364 in erster Ehe mit Wenzel von Falkenberg verheiratet gewesen, der 1369 starb. Durch die Heirat gelangte Bolko an die Stadt Gleiwitz, die zu Euphemias Erbe gehörte. Aus Geldnot verkaufte er Gleiwitz bereits 1373 an Konrad II. von Oels, der 1379 auch Kanth von Bolko erwarb. Nachdem Bolko 1385 Strehlen an Teschen veräußerte, blieben nur noch Stadt und Weichbild Münsterberg in seinem Besitz.
Bolko III. war ein treuer Gefolgsmann des böhmischen Königs Karl IV., an dessen Hof er sich mehrmals aufhielt. 1394 wurde er gemeinsam mit Karls Sohn und Nachfolger Wenzel IV. verhaftet. Vermutlich deshalb übertrug ihm Wenzel 1396–1400 das Amt eines Richters am Hofgericht. 1403 bot er sich zusammen mit seinem Sohn Nikolaus († 1405) und dem Liegnitzer Herzog Ruprecht dem Erzherzog Albrecht IV. als Geisel anstelle Königs Wenzel an, der von diesem in Haft gehalten wurde. 1404–1406 war er Landvogt der Oberlausitz.
Bolko III. starb am 13. Juni 1410; sein Leichnam wurde in der Familiengruft des Klosters Heinrichau beigesetzt.

## Nachkommen
1. Nikolaus (* 1371/85; † 1405)
2. Johann I. († 1428), Herzog von Münsterberg
3. Heinrich II. († 1420), Herzog von Münsterberg
4. Euphemia († 1447), verheiratet mit Friedrich III. von Oettingen
5. Katharina († 1422), verheiratet mit Herzog Přemysl I. von Troppau
6. Agnes († um 1443)
7. Hedwig (* um 1370; † im Kindesalter)
8. Elisabeth († im Kindesalter)